# Premio a la investigación Loye and Alden Miller
El Premio a la investigación Loye and Alden Miller fue establecido en 1993 por la Cooper Ornithological Sociedad (COS) para reconocer los logros de una vida en investigación en ornitología. Recibe su nombre de Loye H. Miller y su hijo Alden H. Miller, que se dedicaron en gran medida a la ornitología.

## Personas que ha recibido este premio
Fuente: Cooper Ornithological Sociedad
- 1993 – George Bartholomew
- 1994 – Storrs Olson
- 1995 – Barbara De Wolfe
- 1996 - William Dawson
- 1997 – Robert Storer
- 1998 – Russell Balda
- 1999 – Gordon Orians
- 2000 – Ernst Mayr
- 2001 – Franco Pitelka
- 2002 – Richard Holmes
- 2003 – Peter y Rosemary Grant
- 2004 – Alexander Skutch
- 2005 – John Wiens
- 2006 – Robert Ricklefs
- 2007 – Robert Payne
- 2008 – Peter Marler
- 2009 - Frances James
- 2010 – Keith A. Hobson
- 2011 – Susan Haig
- 2012 - Thomas Martin
- 2013 - Trevor Price
- 2014 – Ellen Ketterson
- 2015 – Jerram Brown
- 2016 – Walter D. Koenig